# Peter Willemoes
Peter Willemoes (11. maj 1783 i Assens – 22. marts 1808 ved Sjællands Odde) var dansk søofficer. Han blev født i Assens på Vestfyn og var bror til præsten Joachim Godske Willemoes, lægen Frederik Wilhelm Willemoes og officeren Martin Willemoes-Suhm.

## Karriere
Willemoes blev allerede som tolvårig elev på Søkadetakademiet. I 1800, da han var sytten år, fik han sin første officersgrad som sekondløjtnant, hvorefter han havde tjeneste på linjeskibene Louise Augusta og Danmark.
I Slaget på Reden den 2. april 1801 fik Willemoes stor berømmelse. Han fik kommandoen over et flådebatteri, en synkefri flåde med 24 kanoner. Det kom til at ligge over for de to store engelske linjeskibe Elephant (med den navnkundige engelske admiral Horatio Nelson om bord) og Ganges. Efter godt 1½ times kamp måtte Willemoes give op og lade batteriet drive ud af kampzonen.
Peter Willemoes var i en periode i russisk tjeneste, men vendte hjem efter englændernes ran af flåden i 1807.
22. marts 1808 var Peter Willemoes om bord på linjeskibet Prinds Christian Frederik med 68 kanoner og en besætning på 576 mand på vej til Storebælt fra Norge. I Kattegat ud for Sjællands Odde mødte de en engelsk flådeenhed bestående af to linjeskibe, en fregat og to mindre skibe. Efter nogle timers kamp måtte de give op, da skibet gik på grund.
Om bord var der 132 sårede og 69 dræbte, og blandt de dræbte var den 24-årige Peter Willemoes.
Forfatteren Laurits Christian Nielsen (1871-1930) skrev i 1907 et skuespil "Willemoes" i et forspil og 4 akter, der havde premiere på Folketeatret i København den 7. februar 1908. Scenemusikken var skrevet af Carl Nielsen og Emilius Bangert. Blandt Carl Nielsens sange er "Havet omkring Danmark" nok den mest kendte.
I en række danske købstæder findes en Willemoesgade, opkaldt efter søhelten, f.eks. på Østerbro i København, Århus, Aalborg, Esbjerg og – naturligvis – Assens.
Flere af den danske flådes faretøjer har båret navnet Peter Willemoes, senest skibet F362 Peter Willemoes.

## Willemoes' begravelse
Liget af Peter Willemoes blev efter søslaget mod englænderne fundet i strandkanten på Sjællands Odde. Kongen, Frederik den Sjette, bestemte, at P. Willemoes i betragtning af sit udviste mod og tapperhed skulle begraves med ceremoni. Ryttere var blevet tilsagt at bære Willemoes' kiste, der skulle bæres over bakker og klinter over den golde Overby Lyng til Odden Kirke. Sognepræsten, dr. phil. Elias von Haven, forestod begravelsesceremonien. På heltegravstedet blev der rejst et mindesmærke udført af billedhugger Køppen i København, bekostet af kaptajn Lorentz Fribert. Den 4. marts 1810 besigtigede Frederik den Sjette monumentet, der stod midlertidigt opstillet i Køppens værksted på Frederiksbergs Kirkeplads (daværende Marmorkirkens ruintomt).